# Омська ТЕЦ-5
Омська ТЕЦ-5 — теплова електростанція в Омській області Росії.
З 1980 по 1988 роки на майданчику станції стали до ладу дев'ять парових котлів виробництва Барнаульського котельного заводу типу БКЗ-420-140-5 продуктивністю по 420 тонн пари на годину, від яких живилось п'ять парових турбін:
- дві введені в 1980-му турбіни від Ленінградського металічного заводу типу ПТ-80/100-130/13 потужністю по 80 МВт (станційні номери 1 та 2);
- дві запущені в 1982 та 1984 роках виробництва Уральського турбінного заводу типу Т-175/210-130 потужністю по 175 МВт (номери 3 та 4);
- одна введена в 1988-му виробництва Уральського турбінного заводу типу ПТ-135/165-130/15 потужністю 135 МВт (номер 5).

Таким чином, загальна електрична потужність станції досягнула 695 МВт. Крім того, ще до запуску зазначеного вище обладнання змонтували три водогрійні котли типу ПТВМ-180 продуктивністю по 180 Гкал/год, які стали до ладу в 1976 (два) та 1979 роках.
В 2015 та 2015 роках турбіни № 1 та № 2 модернізували до рівня ПТ-98/108-12,8/1,28 та ПТ-98/110-130/13-1М відповідно зі збільшенням потужності кожної на 20 МВт. Як наслідок, загальна потужність станції досягнула 735 МВт при тепловій потужності 1763 Гкал/год.
Станція розрахована на спалювання вугілля (втім, існують проекти її переводу на природний газ, який з кінця 1980-х надходить в район Омська по трубопроводу СРТО – Омськ).
Для видалення продуктів згоряння призначено два димарі, один з яких сягає висоти 275 метрів.